# 산업형 농업

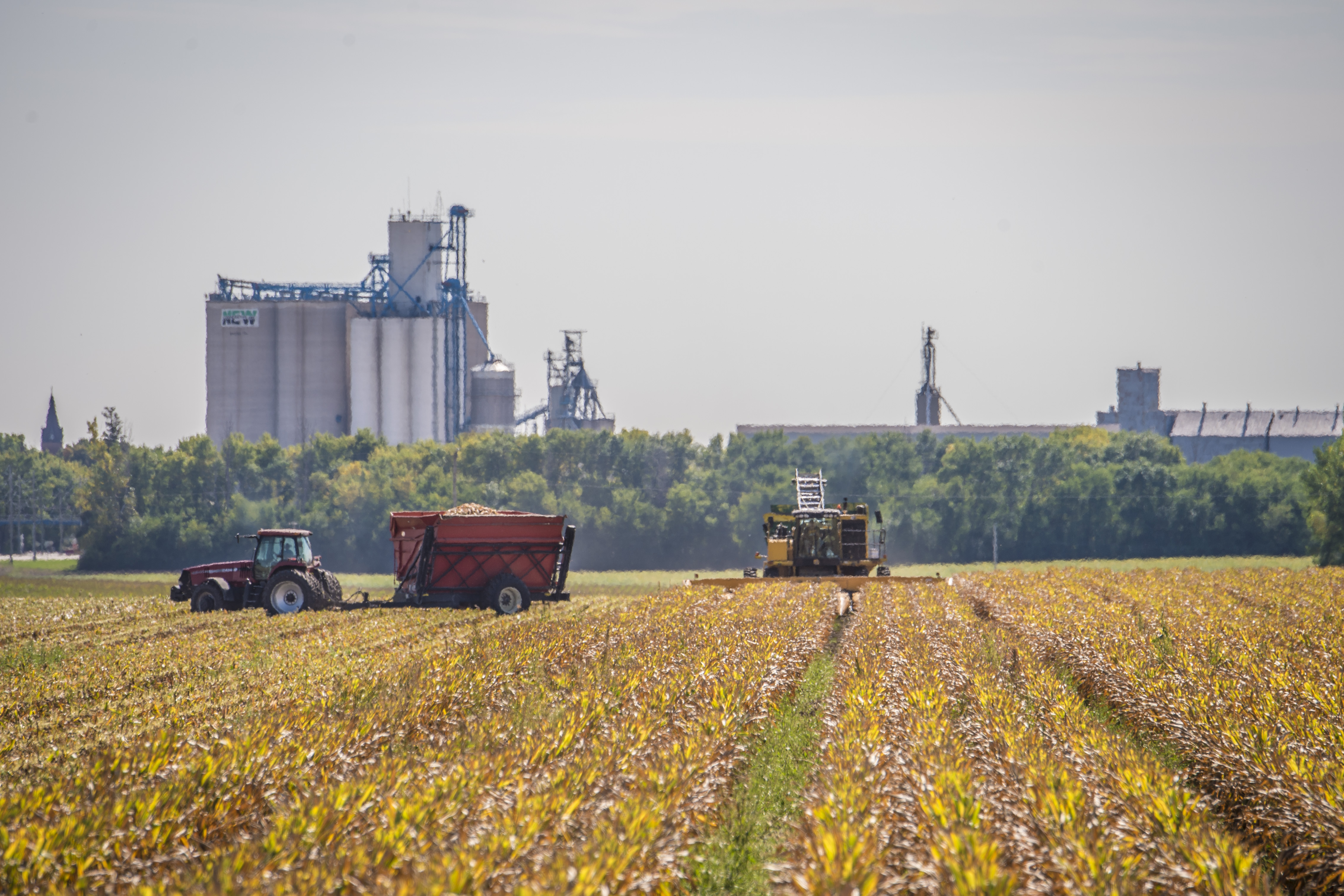
아이오와주의 옥수수 재배

산업형 농업(Industrial agriculture)은 농작물, 동물, 계란이나 우유와 같은 동물성 제품을 산업화하여 생산하는 현대 농업의 한 형태이다. 산업 농업의 방법에는 농업 기계 및 농업 방법의 혁신, 유전 기술, 생산 규모의 경제 달성 기술, 새로운 소비 시장 창출, 유전 정보에 대한 특허 보호 적용 및 글로벌 무역이 포함된다. 이러한 방법은 선진국에서 널리 퍼져 있으며 전 세계적으로 점점 더 널리 보급되고 있다. 슈퍼마켓에서 구입할 수 있는 대부분의 고기, 유제품, 계란, 과일 및 채소는 이러한 방식으로 생산된다.